# Ataxia (band)
Ataxia was een kortstondige Amerikaanse experimentele rockgroep, opgericht door John Frusciante (Red Hot Chili Peppers, The Mars Volta) op gitaar, Joe Lally (Fugazi) op basgitaar en Josh Klinghoffer( (Red Hot Chili Peppers, Dot Hacker, The Bicycle Thief) als drummer
Gedurende twee weken lang schreef de groep liedjes en nam ze op. Dit materiaal werd opgedeeld in twee albums, Automatic Writing (2004) en AW II (2007). Op Automatic Writing, zong Frusciante op "Dust", "The Sides", en "Addition". Klinghoffer zong "Another" en Lally zong het liedje "Montreal" in. 
Ataxia trad twee keer op, beide keren in the Knitting Factory in Los Angeles op 2 en 3 februari 2004. Hierna ging de band uit elkaar.

## Bandleden
- John Frusciante: Gitaar, Zang
- Joe Lally: Basgitaar, Zang
- Josh Klinghoffer: Drum, Zang

## Discografie
- Automatic Writing (2004)
- AW II (2007)